# Emily Woodruff
Pour les articles homonymes, voir Woodruff.
Emily S. Woodruff, née le 19 avril 1846 à Cincinnati (Ohio) et morte le 28 mars 1916 à Berwyn (Illinois), est une archère américaine. Son mari Charles Woodruff est aussi un archer.

## Biographie
Aux Jeux olympiques d'été de 1904 se tenant à Saint-Louis, Emily Woodruff est sacrée championne olympique par équipe avec les Cincinnati Archers, avec Eliza Pollock, Leonie Taylor et Matilda Howell. Elle se classe quatrième en double columbia round et en double national round.